# Hannes Läubin
Hannes Läubin (* 1958 in Müllheim) ist ein deutscher Trompeter und Musikpädagoge.

## Leben
Läubin hatte ab dem neunten Lebensjahr Unterricht bei seinem Vater und war dreimal Preisträger beim Bundeswettbewerb Jugend musiziert. Von 1971 bis 1976 war er Mitglied im Bundesjugendorchester und Student von Robert Bodenröder an der Musikhochschule Freiburg.
1976 wurde er dritter Trompeter, zwei Jahre später Solotrompeter beim NDR-Sinfonieorchester. 1992 wurde er Professor an der Musikhochschule Stuttgart, 1996 an der Musikhochschule München. Daneben spielt er seit 1995 als ständige Aushilfe beim Symphonieorchester des Bayerischen Rundfunks. Als Solist trat er u. a. beim Schleswig-Holstein-Musikfestival, dem Festival Mecklenburg-Vorpommern, dem Festival von Quiberon, der Bachakademie Venezuela und dem Oregon-Bach-Festival auf. 
Läubins Repertoire reicht von Kompositionen der Barockzeit bis zu Werken zeitgenössischer Komponisten. Mit der Gächinger Kantorei und dem Bach-Collegium Stuttgart unter Helmuth Rilling (dem er seit 1982 angehört), dem Windsbacher Knabenchor unter Karl-Friedrich Beringer, seinen beiden Brüdern Wolfgang und Bernhard Läubin, dem Organisten Simon Preston, dem Pianisten Lukas Maria Kuen und als Dirigent des English Chamber Orchestra spielte er zahlreiche CDs ein.